# Сливница (област Благоевград)
Вижте пояснителната страница за други значения на Сливница.
Слѝвница е село в Югозападна България. То се намира в община Кресна, област Благоевград.

## География
Село Сливница се намира в планински район.
Землището на селото е ограничено от изток от коритото на река Струма, от север от река Добромирска, от запад от границата със Северна Македония и от юг от Сульово дере.

## История
В „Етнография на вилаетите Адрианопол, Монастир и Салоника“, издадена в Константинопол в 1878 година и отразяваща статистиката на населението от 1873 година, Сивница (Sivnitsa) е посочено като село с 23 домакинства и 52 жители мюсюлмани.
Съгласно статистиката на Васил Кънчов към 1900 година Сливница е българо-мохамеданско селище. В него живеят 155 българи-мохамедани.
На 30 декември 2015 г. село Будилци е присъединено към Сливница.

## Население

### Етнически състав
Преброяване на населението през 2011 г.
Численост и дял на етническите групи според преброяването на населението през 2011 г.:
|                     | Численост |
| Общо                | 599       |
| Българи             | 582       |
| Турци               | -         |
| Цигани              | -         |
| Други               | -         |
| Не се самоопределят | -         |
| Неотговорили        | 13        |